# Ювілейний (Бурятія)
Ювілейний (рос. Юбилейный) — селище Баргузинського району, Бурятії Росії. Входить до складу Сільського поселення Ювілейне.
Населення — 794 особи (2015 рік).